# Martes flavigula robinsoni
Martes flavigula robinsoni es una subespecie de  mamíferos carnívoros  de la familia Mustelidae,  subfamilia Mustelinae.

## Distribución geográfica
Se encuentra en la isla de Java.